# 푸른 하늘의 날
푸른 하늘의 날은 대기오염에 관련하여 대한민국이 주도해서 UN에 제안하여 채택된 최초의 유엔 기념일이자 국가 기념일이다. 문재인 대통령이 2019년 9월 뉴욕에서 개최된 기후행동정상회의에서 '푸른 하늘의 날'을 제안했고 그해 12월 제74차 유엔총회에서 '푸른 하늘을 위한 국제 맑은 공기의 날' 지정을 채택했다. 또한 대한민국 정부는 2020년 8월 11일 제41차 국무회의에서 푸른 하늘의 날을 법정기념일로 지정하였다. 이 날에는 대기질 개선에 대한 국민의 이해와 관심을 제고하고 대기오염 저감활동에 범국가적인 참여를 촉진하는 행사를 한다. 날짜는 매년 9월 7일이다.

## 역사
- 2019년 9월 23일, 뉴욕에서 개최된 UN 기후행동정상회의에서 '푸른 하늘의 날'을 최초로 제안이 푸른 하늘의 날을 제안하다
- 2019년 12월 19일, 제 74차 유엔총회에서 매년 9월 7일을 ‘푸른 하늘을 위한 세계 청정 대기의 날 (International Day of Clean Air for blue skies)’로 지정하는 결의안을 채택하다[3]
- 2020년 8월 11일 제41차 국무회의에서 푸른 하늘의 날을 법정기념일로 지정하였다.[3] 이 날에는 대기질 개선에 대한 국민의 이해와 관심을 제고하고 대기오염 저감활동에 범국가적인 참여를 촉진하는 행사를 한다.[4]
- 2020년 9월 7일 제 1회 푸른 하늘의 날을 맞았고 이를 위한 해피빈 캠페인이 열렸다.
- 2021년 9월, 대한민국 환경부에서 홈페이지를 만들었다.

## 의미
유엔 회원국과 그 기구, 국제 · 지역 기구나 시민들이 환경오염을 막아 대기질 개선을 위한 국제협력을 하는 날로 알려져 있다.

## 의의
미세먼지 등 심각한 대기오염 문제에 관심을 가지고 전세계가 함께 노력해 실천할 것을 다짐하는 뜻깊은 날이라고 한다. 

## 같이 보기
- 대한민국의 기념일